# Carey Mahoney
Cadet/Off./Sgt. Carey Mahoney är en fiktiv karaktär i filmserien Polisskolan som spelas av Steve Guttenberg. Mahoney är seriens huvudkaraktär i de första fyra filmerna.

## Översikt
Han är en bråkmakare och kvinnocharmör men har ett hjärta av guld. Hans kända vana är att han hämnas på dem som förolämpar honom på ett effektivt och roligt sätt. Innan han gick med i poliskåren så var hans liv inte en dans på rosor, med tanke på hans sätt att hämnas på folk. Efter hans sista misslyckande som parkeringsvakt så hamnade han på polisstationen där han fick välja mellan att börja på polisskolan eller åka in i buren. Han hade inget val än att börja på polisskolan där han hela tiden försökte göra bort sig och bli utkickad. Men med tiden så började han inse att han innerst inne ville bli en polis och satte därmed in fokuset på att klara utbildningen, vilket han i slutändan gjorde. Som polis så ser han sig själv som en perfekt sådan, vilket alla inte håller med om. De som mest inte delar dessa tankar är poliserna Thaddeus Harris, Mauser och Proctor, vilka är de som mest vill se honom och hans kompisar utkickade från kåren. På grund av detta hat har alla tre råkat ut för diverse spratt som Mahoney ligger bakom. Förutom detta är han även känd för att skydda skolans rektor Eric Lassard från pinsamma situationer och tillfällen då vissa personer som Harris försöker göra bort honom så att han själv kan bli rektor. Men innerst inne är han som sagt var en godhjärtad person som visar att han bryr sig om folk.

## Filmer
Karaktären medverkar i fyra av de sju filmerna i serien, där han utsätter många för en del spratt mot poliskonstaplarna Harris, Mauser och Proctor, men är betydligt snällare mot sina kollegor och de civila han hjälper, trots att även de kan råka ut för en del missöden hans ageranden kan orsaka.
Han har medverkat i följande filmer:
| Film                               | Rollbeskrivning |
| ---------------------------------- | --- |
| Polisskolan                        | Här introduceras karaktären som huvudkaraktär bland de sökande polisaspiranterna till den tuffa polis utbildningen.                              |
| Polisskolan 2 – Första uppdraget   | Här åtar han sitt första uppdrag som poliskonstapel i ett vandaliserat polisdistrikt som behöver rensas upp från ett gäng ligister.              |
| Polisskolan 3 – Begåvningsreserven | Här kämpar han tillsammans med skolans rektor och sina kamrater vid skolan för att den skall vinna kampen om den enda polisskolan i hela staten. |
| Polisskolan 4 – Kvarterspatrullen  | Här hjälper han rektor Lassard att lansera sin senaste idé om att allmänheten skall få vara med och bekämpa brott.                               |